# Leptopelis brevipes
Leptopelis brevipes är en groddjursart som först beskrevs av George Albert Boulenger 1906.  Leptopelis brevipes ingår i släktet Leptopelis och familjen Arthroleptidae. IUCN kategoriserar arten globalt som otillräckligt studerad. Inga underarter finns listade i Catalogue of Life.